# Rafał Baranowski
Rafał Szczepan Baranowski (ur. 19 grudnia 1960) – polski kardiolog, profesor nauk medycznych; profesor nadzwyczajny Instytutu Kardiologii im. Prymasa Tysiąclecia Kardynała Stefana Wyszyńskiego w Warszawie-Aninie. 

## Życiorys
W 1986 ukończył I Wydział Lekarski Akademii Medycznej w Warszawie. Pierwszy stopień specjalizacji w zakresie chorób wewnętrznych uzyskał w 1990. W 1993 obronił pracę doktorską pt. Analiza dobowa rytmu zatokowego, odstępu QTc i komorowych zaburzeń rytmu u zdrowych mężczyzn, przygotowaną pod kierunkiem Wandy Rydlewskiej-Sadowskiej. W 1997 uzyskał drugi stopień specjalizacji w zakresie chorób wewnętrznych.
Habilitował się w roku 2000 na podstawie oceny dorobku naukowego i rozprawy pt. Analiza odstępu QT w rejestracji ekg metodą Holtera. Opis metodyki, propozycja norm, przykłady zastosowań klinicznych. Tytuł naukowy profesora nauk medyczny został mu nadany w 2015. W ramach Instytutu Kardiologii w Aninie pracuje w Klinice Zaburzeń Rytmu Serca jako kierownik Pracowni Elektrokardiologii. W pracy badawczej i klinicznej zajmuje się głównie elektrokardiologią, zaburzeniami rytmu serca oraz wszczepialnymi urządzeniami i symulatorami (ICD, CRT).
Na dorobek naukowy R. Baranowskiego składa się szereg opracowań oryginalnych publikowanych m.in. w czasopismach takich jak „Journal of Electrocardiology”, „Cardiology Journal", „PLOS ONE”, „IEEE Engineering in Medicine and Biology Magazine” oraz „Kardiologia Polska”.
Należy do Polskiego Towarzystwa Kardiologicznego oraz Europejskiego Towarzystwa Kardiologicznego.